# Mount Allo
Mount Allo är ett berg i Antarktis. Det ligger i Sydshetlandsöarna. Argentina, Chile och Storbritannien gör anspråk på området. Toppen på Mount Allo är 285 meter över havet.
Terrängen runt Mount Allo är kuperad. Havet är nära Mount Allo åt nordost. Trakten är obefolkad. Det finns inga samhällen i närheten. 